# José Rufino Lucero y Sosa
José Rufino Lucero y Sosa fue un político y militar argentino que gobernó la provincia de San Luis en tres periodos. Su primer gobierno fue del 27 de abril de 1864 hasta el 9 de abril de 1865 en carácter de delegado; su segundo periodo fue desde el 6 de abril de 1867 hasta el 30 de abril de 1867 en forma provisoria; y el último gobierno fue desde el 31 de mayo de 1867 hasta el 21 de noviembre de 1870. Fue gobernador constitucional desde el 27 de noviembre de 1867.

## Primeras actuaciones públicas
Nacido hacia 1825 de la unión de Juan Clímaco Lucero y María Josefa Sosa, era considerado un hombre de números, y desde mediados del siglo XIX ocupó diversos cargos públicos: en 1854 fue elector del gobernador Justo Daract; en 1855, Diputado Constituyente y en 1862, cuando el Chacho Peñaloza puso sitio a San Luis, ocupó un puesto de vanguardia entre los defensores. También fue Jefe del Batallón San Luis de la división del entonces coronel José Miguel Arredondo, de modo que participó en la campaña contra Juan Saá, y quizá en la batalla de San Ignacio.
Entre 1863 y 1864, y nuevamente en 1866, fue presidente de la Legislatura provincial.
Fue gobernador delegado entre los años 1864 y 1865, por encargo del titular, Juan Barbeito; durante este mandato, la provincia estaba aún conmocionada por las guerras civiles tras las luchas dirigidas por el Chacho y por los Ontiveros.
Tras la Revolución de los Colorados de los años 1866 y 1867, siendo presidente de la Legislatura, volvió a ocupar el cargo de gobernador durante algunas semanas en el mes de abril de 1867. Renunció el último día de abril, siendo sucedido en el cargo por Justo Daract.

## Gobernación
Tras celebrarse nuevas elecciones, la Legislatura lo eligió gobernador el 29 de mayo del mismo año de 1867. Designó ministros de Gobierno a Juan Alejandro Barbeito —que había sido gobernador de San Luis en 2 periodos— y de Hacienda al catamarqueño Faustino Berrondo. Tras una serie de incidencias, finalmente la Legislatura lo designó gobernador constitucional titular el 21 de noviembre de ese mismo año, y nombró Ministro Secretario General de Gobierno a Faustino Berrondo, que ocupó ese cargo hasta el 15 de febrero de 1869, cuando fue reemplazado como Ministro de Gobierno y Hacienda por José Napoleón Sosa, mientras Berrondo era trasladado al cargo de Ministro de Justicia, Culto e Instrucción Pública. Pero en febrero de 1870 separó de su cargo a Sosa y volvió a encargar todos los ministerios a Berrondo.
Su gestión estuvo marcada por el caos en que había quedado la provincia tras las guerras civiles: los cuatreros y salteadores abundaban, y los desertores de la Guerra del Paraguay se escondían en los pueblos de la campaña. En muchas localidades la población seguía siendo favorable a los caudillos locales de tradición federal, que eran contenidos a fuerza de amenazas y violencia. Cerca de Santa Rosa del Conlara merodeaban los Mendoza, y en el norte y noroeste de la provincia los antiguos montoneros de Santos Guayama, devenidos en bandoleros, asolaban los caminos y las pulperías, mientras que los vendedores ambulantes llegados de provincias vecinas arruniaban a los comerciantes y estafaban a la población rural. Para empeorar la situación, en 1868 estalló una epidemia de cólera, y la población en su mayoría abandonó la ciudad, quedando en la ciudad casi exclusivamente el gobernador y un grupo de vecinos para afrontar la situación.
El esfuerzo del gobernador, por consiguiente, estuvo encaminado a fortalecer las instituciones, con la idea de pacificar la provincia: se sancionaron severas penas para los "salteadores en cuadrilla", se reglamentó el régimen de incompatibilidades en el desempeño de los cargos públicos, se estableció, mediante Ley, un impuesto al papel sellado, y el 9 de septiembre de 1867 el gobernador promulgó la primera organización municipal para la ciudad de San Luis; el 25 de diciembre se eligieron los primeros ediles: Juan Barbeito, Severo Gutiérrez del Castillo, Cristóbal Pereira, José María de la Torre, Valentín Luco, Pablo Zorrilla, Rafael Cortés, Juan J. Boussy, Victorino Lucero y Andrés Avelino Orosco. Más tarde se creó la segunda municipalidad de la provincia, en Renca.
Se reglamentó el uso del agua para riego, se creó el régimen de matrícula de marcas para el ganado y se reglamentó la venta de tierras fiscales. Se volvió a intentar la construcción de una represa o dique en el Potrero de los Funes en el año 1869, que tomó a cargo la empresa contratista de Luis Betolli. Se inició la construcción de la nueva Iglesia Matriz de la Ciudad de San Luis y de los pueblos de San Francisco del Monte de Oro y Nogolí. Además, se instaló una Casa Nacional de Estudios en el antiguo edificio del Hospital de Beneficencia.
Se hicieron ensayos de siembra de diversas clases de semillas enviadas por el gobierno nacional y hubo un aumento sostenido de la explotación minera en la provincia. Se aumentaron los sueldos administrativos, se crearon varias escuelas nuevas, se acordó una pensión vitalicia al teniente general Juan Esteban Pedernera y se mandó a imprimir un libro biográfico sobre el coronel Juan Pascual Pringles.
En el año 1869 se convocó una Convención para la reforma de la Constitución provincial.

## Últimos años
Tras su paso por el gobierno, permaneció ligado a la actividad pública, colaborando en los gobiernos de Juan Agustín Ortiz Estrada y Lindor Quiroga. Se pronunció abiertamente a favor de la revolución de 1874 dirigida por Bartolomé Mitre; tras la derrota, emigró a Chile, donde residió durante algunos años.
Lucero y Sosa aparece en el censo nacional de 1895, viviendo con su hija mayor, Carmen Lucero y Sosa de Serrano, en la ciudad de San Luis. En su entrada, se nota que está enfermo, y tanto él como su hija Carmen son viudos. De acuerdo a su acta de defunción, Lucero y Sosa falleció el 24 de junio de 1899 en la ciudad de San Luis.